# Georg Friedrich von Kleist
Georg Friedrich von Kleist (* 4. Juli 1707 in Königsberg; † 1765) war ein preußischer Generalleutnant und Chef des Infanterieregiments Nr. 4.

## Leben

### Herkunft
Georg Friedrich entstammte der alten pommerschen Adelsfamilie von Kleist. Er war ein Sohn des preußischen Oberst und Kommandanten von Pillau Christian Ewald von Kleist (* 1657; † 3. Januar 1707 in Brabant) und dessen Ehefrau Helene Margarethe, geborene von Kalnein aus dem Haus Kilgis († nach 1740).

### Militärkarriere
Kleist begann seine Laufbahn am 12. November 1722 als Kadett. Danach stand er annähernd 16 Jahre im Regiment Glasenapp zu Fuß (später No. 1), wo er bis zum Premierleutnant avancierte und als Adjutant diente. 1740 übernahm er eine Kompanie im Regiment Münchow zu Fuß (später No. 36), wo er 1745 zum Major befördert wurde. 1753 erfolgte die Versetzung zum Regiment Borcke zu Fuß (später No. 20). Hier avancierte er noch im selben Jahr zum Oberstleutnant und 1757 zum Oberst. 1758 beförderte ihn der König zum Generalmajor und vertraute ihm das Regiment Rautter zu Fuß (später No. 4) an, das für seine Dienstzeit seinen Namen „von Kleist“ führte. Ab Februar 1759 war Kleist für die Rekrutierung in Mecklenburg verantwortlich. Er dimittierte mit Pension am 27. Januar 1761 als Generalleutnant aufgrund seines schlechten Gesundheitszustandes, in Folge seiner schweren Verwundungen, die er sich bei Kolin zugezogen hatte.
Kleist nahm von 1741 bis 1760 an allen Feldzügen Friedrichs des Großen teil und stand bei diesem in hohem Ansehen. Er übertrug ihm das Regiment Rautter zu Fuß Absonderlich wegen bewiesener Tapferkeit im gegenwärtigen Kriege. Auch die letztmalige Beförderung beim Ausscheiden aus der Armee zeugt von seinem Ansehen beim König.
Aus väterlichen Erbe besaß er in Ostpreußen Kremitten, nebst Sprengelin, Scharkuin und Langwäldschen.

### Familie
1746 vermählte er sich mit Helene Friederike von Rapp aus dem Haus Powerben († 15. Dezember 1747). Nach ihrem Tod heiratete Kleist am 20. April 1751 Luise Juliane von Schierstedt, die Witwe des vor Hohenfriedberg gebliebenen Kommandeurs des Infanterieregiments Nr. 1 Oberst Ewald von Massow. Aus erster Ehe ging eine Tochter Sophia Charlotte Helene (* 12. November 1747 in Brandenburg) hervor. Sie heiratete am 20. März 1764 den preußischen Major Friedrich Gottlieb von Kalckstein, der des Schwiegervaters ostpreußische Güter erbte. Die zweite Ehe blieb kinderlos.